# Bzzzzz
Bzzzzz – (zapisywane bzzzzz) drugi studyjny album grupy O.N.A., wydany we wrześniu 1996.
Nagrania uzyskały certyfikat dwukrotnie platynowej płyty.

## Lista utworów
Opracowano na podstawie materiału źródłowego.
| Nr  | Tytuł utworu                                  | Słowa               | Muzyka                                                                    | Długość |
| --- | --------------------------------------------- | ------------------- | ------------------------------------------------------------------------- | ------- |
| 1.  | „Białe ściany”                                | Agnieszka Chylińska | Grzegorz Skawiński, Waldemar Tkaczyk                                      | 4:05    |
| 2.  | „Kiedy powiem sobie dość”                     | Agnieszka Chylińska | Grzegorz Skawiński                                                        | 4:58    |
| 3.  | „Krzyczę – jestem”                            | Agnieszka Chylińska | Grzegorz Skawiński                                                        | 4:02    |
| 4.  | „24 godziny po...”                            | Agnieszka Chylińska | Grzegorz Skawiński                                                        | 5:06    |
| 5.  | „W mojej głowie”                              | Agnieszka Chylińska | Grzegorz Skawiński, Waldemar Tkaczyk                                      | 3:29    |
| 6.  | „Jedziesz, jedziesz”                          | Agnieszka Chylińska | Grzegorz Skawiński                                                        | 4:34    |
| 7.  | „Absta”                                       | Agnieszka Chylińska | Grzegorz Skawiński, Waldemar Tkaczyk, Wojciech Horny, Zbigniew Kraszewski | 4:57    |
| 8.  | „Telefon dzwoni...”                           | Agnieszka Chylińska | Grzegorz Skawiński                                                        | 4:35    |
| 9.  | „Nie chcę dawać tego, co najlepsze”           | Agnieszka Chylińska | Grzegorz Skawiński, Waldemar Tkaczyk                                      | 4:11    |
| 10. | „Kiedy powiem sobie dość (wersja akustyczna)” | Agnieszka Chylińska | Grzegorz Skawiński, Waldemar Tkaczyk                                      | 3:45    |
|     |                                               |                     |                                                                           | 43:42   |

## Twórcy
Opracowano na podstawie materiału źródłowego.
- Agnieszka Chylińska – śpiew
- Grzegorz Skawiński – gitara
- Waldemar Tkaczyk – gitara basowa
- Wojciech Horny – instrumenty klawiszowe
- Zbyszek Kraszewski – perkusja